# Thailändisches Nationalobservatorium

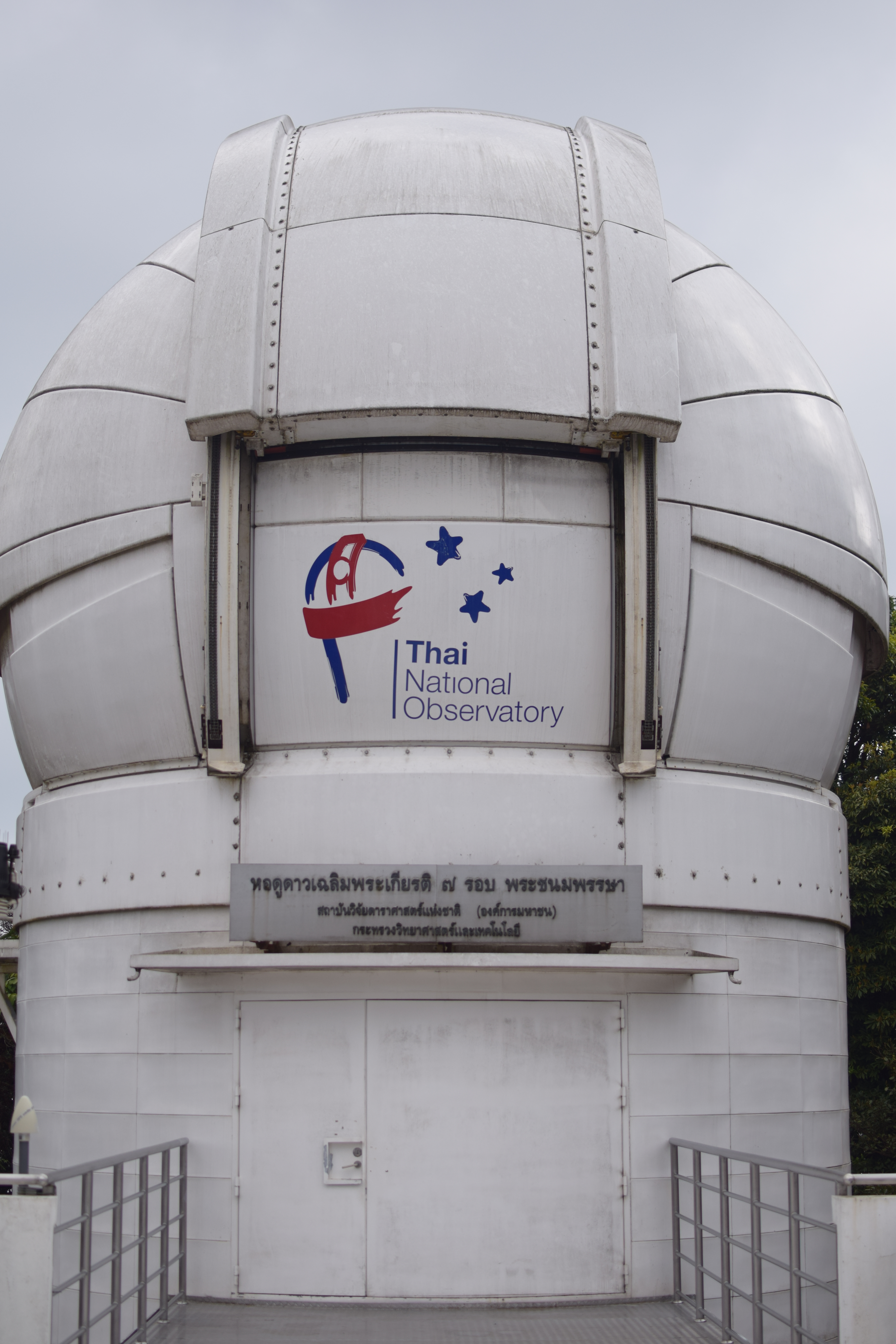
Die Kuppel des Thai National Teleskops

Das thailändische Nationalobservatorium (thailändisch หอดูดาวแห่งชาติ, offizieller Name สถาบันวิจัยดาราศาสตร์แห่งชาติ) ist eine Sternwarte auf Thailands höchsten Berg, dem Doi Inthanon. Es befindet sich auf 2.457 m Höhe und ist eine Haupteinrichtung des Nationalen Astronomischen Forschungsinstituts Thailands.
Mit dem Bau wurde im Jahr 2010 begonnen und offiziell eingeweiht wurde es durch Prinzessin Maha Chakri Sirindhorn am 22. Januar 2013.

## Gebäude
Das Nationalobservatorium besteht aus zwei Bereichen. Das Hauptobservatorium und eine tiefer gelegene kleinere Sternwarte. In dieser befinden sich zudem die Arbeitsräume, Quartiere für die Mitarbeiter und eine kleine Ausstellung für Besucher.

## Ausrüstung
- Das Thai National Teleskop (TNT) ist ein Ritchey–Chrétien Spiegelteleskop mit einer Apertur von 2,4 Meter, und das gröte Teleskop der Einrichtung. Der Primärspiegel wurde von LZOS in Russland hergestellt und poliert; das gesamte Teleskop wurde dann von EOS Technologies in Tucson, Arizona gebaut. Es ist das größte optische Teleskop zwischen China und Australien.
- Ein fernsteuerbares Schmidt-Cassegrain-Teleskop mit 0,5 Meter Apertur. Dieses Teleskop ähnelt weiteren in verschiedenen Gegenden Thailands und dient dem Test neuer Instrumente, Ausbildung und Forschung.
- Ein 2k × 2k CCD Photometer mit einem BVRI-Filter System
- Ein 4k × 4k CCD Photometer mit einem BVRI-Filter System
- Ein Echelle-Spektrograph.